# Пригода візника
«Пригода візника» (пол. Przygoda dorożkarza) — польський німий комедійний фільм 1902 року режисера Казімежа Прушинського з Казімежем Юношою-Стемповським та Владиславом Нойбелтом у головних ролях. Один із перших польських фільмів.

## Сюжет
Візник заснув у своєму возі. Поки він спав, юрба людей жартома вкрала в нього коней і замінила їх на одного віслюка. Водій був приголомшений цією зміною, коли його розбудив пасажир.

## Акторський склад
- Казімеж Юноша-Стемповський — пасажир
- Владислав Нойбельт — візник

## Виробництво
Кінострічку зняв піонер польського кінематографа Казімеж Прушинський, який використовував кінопроєкційний пристрій власної конструкції. Це був один з його перших, ще експериментальних фільмів. На головну роль він запросив молодого на той час актора Казімежа Юношу-Стемповського, для якого «Пригода візника» стала дебютом у кіно.